# Ritratto di un assassino: Jack lo squartatore - Caso chiuso
Ritratto di un assassino (Portrait of a Killer, 2002) è un libro inchiesta di Patricia Cornwell, risultato di anni di ricerche.
Il volume espone la teoria dell'autrice che riconosce in Walter Sickert, famoso pittore inglese della fine del XIX secolo, il famigerato serial killer Jack lo squartatore. Le ricerche hanno portato la Cornwell a spendere cifre enormi per acquistare una serie di dipinti di Sickert (in seguito donati all'Università di Harvard) e documenti dell'epoca, tra cui le lettere che lo "squartatore" spedì alla polizia; il tutto per poter trovare le prove (a suo dire definitive) che inchioderebbero il pittore al ruolo dello "squartatore". Il libro descrive la vita dei quartieri poveri della Londra di fine Ottocento, ma la tesi della scrittrice non ha incontrato il favore degli storici.

## Edizioni
- Patricia Cornwell, Ritratto di un assassino: Jack lo squartatore - Caso chiuso, Mondadori, 2002, ISBN 88-04-53276-9.